# Romperit
Romperit war ein handhabungssicherer, patronierter gelatinöser Sprengstoff, der von der Sprengstoffverkaufsgesellschaft Berlin vertrieben wurde. Er wurde in zwei Typen hergestellt:
- Romperit: 80 % Ammonsalpeter, 15 % aromatische Nitroverbindungen, 4 % Nitroglycerin
- Gelatine-Romperit: 50 % Ammonsalpeter, 30 % Dinitrochlorhydrin, Nitroglycol; wasserfest und gefriersicher

## Romperit-Sprengkulturverfahren
Bereits 1876 wurden in Deutschland die ersten Versuche unternommen die Energie der Sprengstoffe im Ackerbau einzusetzen. Doch erst mit Romperit war die Grundlage hierfür gelegt. Besonders der Geheimrat Gustav Aufschläger und der Direktor der Dresdner Dynamitfabrik, E. Boldt, legten in den 1920er Jahren die Grundlage, verschiedene Sprengverfahren zur Schaffung von Kulturboden zu verwenden:
- Trockenlegungssprengungen (z. B. von Mooren, Tümpeln)
- Lockerungssprengungen (z. B. von Kreide- und Mergelböden)
- Gewinnungssprengungen (zur Gewinnung von Sand, Kies, Ton, Kreide)
- Brunnensprengungen (zum Anlegen von Brunnen)
- Stubbensprengungen
- Knäppersprengungen